# Morö Backe

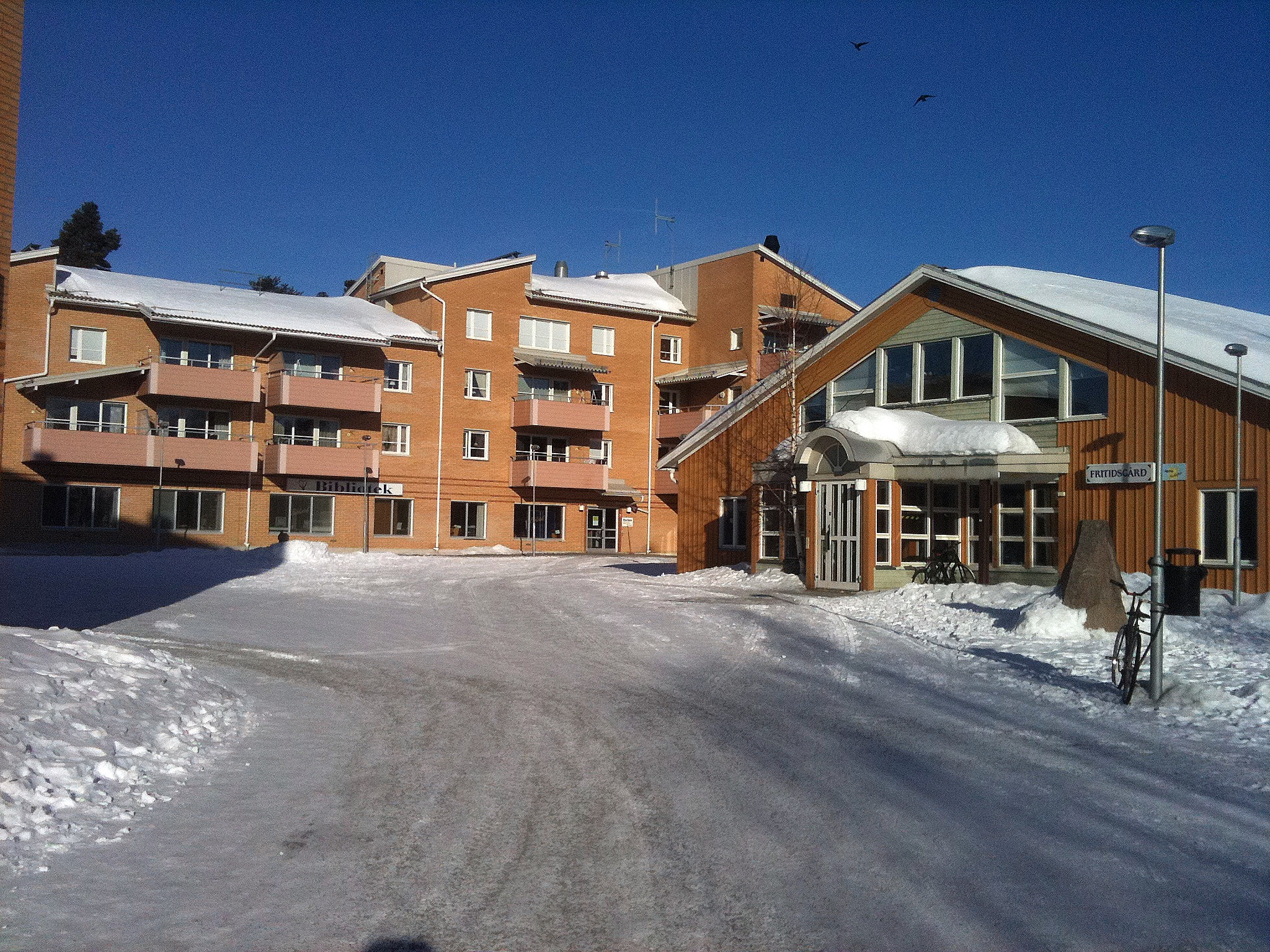
Morö Backe centrum 2011.

Morö Backe är en stadsdel i Skellefteå. Morö Backe är beläget i nordöstra delen av Skellefteå, högre upp än övriga stadsdelar i Skellefteå som i huvudsak är belägna i Skellefteå älvdal. Morö Backe ligger på den östra sluttningen av Vitberget, en centralt belägen bergstopp och centrum för ett friluftsområde med längd- och utförsåkning på skidor. Morö Backe är Skellefteås största villaområde med en stor del av sin bebyggelse härrörande från 1970- och 1980-talen. På 1990-talet byggdes området ut med ytterligare villor i den östligaste delen och åren 1989–1991 byggdes Skellefteås största koncentration av hyreslägenheter och bostadsrätter i flerfamiljshus i Morö Backe centrum. På Morö Backe finns ett flertal förskolor, varav en byggd 2012 med avancerad miljöteknik samt en skola från låg- till högstadiet, Morö Backe skola. Området har egen hälsocentral som är samordnad med hälsocentralen i Kåge. 
På Morö Backe finns flera fotbollsplaner där Morön BK bedriver verksamhet samt ett ridhus där Skellefteå ridklubb har verksamhet. Ridhuset kommer att genomgå en större om- och tillbyggnad. 
På Morö Backe torg finns thairestaurang och kiosk samt bibliotek och fritidsgård. Den tidigare matvarubutiken Konsum lades ner 2006 och övriga verksamheter som inrymdes i konsumhuset, som frisör och bank, har idag flyttat från området. Skellefteå kommun planerar att bygga ett nytt äldreboende på tomten och i markplanet finns då enligt gällande detaljplan möjlighet för nyetableringar av handel.
Gatorna och kvarteren är till största delen uppkallade efter väder eller väderfenomen och sommar- och vinteraktiviteter.
Ett nytt handelsområde etablerades vid E4:n norr om Morö Backe, se Solbacken, Skellefteå.

## Överfallet
Den 7 juli 2022 överfölls en nioåring flicka på väg hem från fritids i Morö Backe. En 15-årig pojke dömdes den 14 december 2022 till rättspsykiatrisk vård för grov våldtäkt mot barn och försök till mord.